# Métrica de Aichelburg-Sexl
En relatividad general, la métrica o ultraimpulso de Aichelburg–Sexl es una solución exacta que modela el espacio-tiempo de un observador que se mueve hacia o desde un objeto gravitatorio esféricamente simétrico a una velocidad cercana a la de la luz. Fue introducido por Peter C. Aichelburg y Roman U. Sexl en 1971.
La motivación original detrás del ultraimpulso era considerar el campo gravitatorio de partículas puntuales sin masa en relatividad general. Puede considerarse una aproximación al pozo gravitatorio de un fotón u otra partícula a la velocidad de la luz, aunque no tiene en cuenta la incertidumbre cuántica en la posición o el momento de la partícula.
El tensor métrico puede escribirse, en términos de coordenadas de Brinkmann, como:
{\displaystyle ds^{2}=-8m\,\delta (u)\,\log r\,du^{2}+2\,du\,dv+dr^{2}+r^{2}\,d\theta ^{2},}
{\displaystyle -\infty <u,v<\infty ,\,0<r<\infty ,\,-\pi <\theta <\pi }
El ultraimpulso puede obtenerse como el límite de una métrica, que también es una solución exacta, al menos si se admiten curvaturas impulsivas. Por ejemplo, se puede tomar un pulso gaussiano:
{\displaystyle ds^{2}=-{\frac {4ma\,\log(r)}{\pi \,(1+a^{2}u^{2})}}\,du^{2}+2du\,dv+dr^{2}+r^{2}\,d\theta ^{2},}
Esta solución corresponde a una solución de onda planas paralelas (ondas-pp) en el vacío, específica describe ondas-pp en el vacío axisimétricas y polarizadas positivamente, en las que la curvatura del espacio-tiempo se concentra a lo largo del eje de simetría, decayendo como {\displaystyle O(m/r)}, y también cerca de {\displaystyle u=0}. A medida que {\displaystyle a\rightarrow \infty }, el perfil de la onda se convierte en un delta de Dirac y se recupera el ultraimpulso.
El ultraimpulso también ayuda a entender por qué los observadores que se mueven rápidamente no verán que estrellas y objetos similares a planetas se conviertan en agujeros negros.